# La Esperanza (distrito de Trujillo)
La Esperanza é um distrito do Peru, departamento de La Libertad, localizada na província de Trujillo.

## Transporte
O distrito de La Esperanza não é servido pelo sistema de estradas terrestres do Peru.